# List Tyberiusza do Piłata
List Tyberiusza do Piłata – apokryf Nowego Testamentu, należący do cyklu Piłata.

## Charakterystyka
Utwór powstał po grecku prawdopodobnie w V wieku. Konstantin von Tischendorf uważał apokryf za „głupi” i napisany „barbarzyńskim językiem”. List Tyberiusza jest wyjątkowy wśród apokryfów greckich w kwestii oceny Piłata, krytykując namiestnika. Zawiera elementy wspólne z Zemstą Zbawiciela, jak oskarżenie przez kobietę, nienawiść do Piłata i do Żydów.

## Treść
List jest domniemaną odpowiedzią na Raport Piłata. Tyberiusz oskarżył w nim Piłata o wydanie niesprawiedliwego wyroku i wspomniał cudowne uzdrowienia Jezusa, w tym Marii Magdaleny, z którą rozmawiał. Dlatego zapowiedział Piłatowi uwięzienie. Następnie wydał dekret o wytraceniu Żydów i uwięzieniu Piłata, Archelaosa, Annasza i Kajfasza. W drodze do Rzymu umarł Kajfasz, a na Annaszu, Archelaosie i Filipie wykonano egzekucję. Piłat zaś został przypadkiem trafiony z łuku przez polującego na łanię cesarza.